# Гиве
Гиве (дат. Give) — пристанционный город в коммуне Вайле в Южной Дании с населением 4682 человека (2024), расположенный в районе транспортной развязки в приходе Гиве, где когда-то была пустошь. Гиве является третьим по величине городом в коммуне Вайле. С 1970 по 2006 год город был административным центром коммуны Гиве.

## Этимология
Первая часть названия происходит от старо-датского gy, означающего «овраг», а вторая — от старого спряжения слова «высокий» (холм).

## География и транспорт
Гиве находится в приходе Гиве (Гиве Согн) на северо-западе коммуны Вайле, на крайнем севере Южной Дании и региона Треугольника.
Примерно в девяти километрах к юго-востоку от Гиве находится деревня Гивскуд с зоопарком площадью 60 гектаров, а в 15 километрах к юго-западу — Биллунн с аэропортом и такими достопримечательностями, как Леголенд, Lalandia, LEGO House и WOW Park.
Примерно в 15 километрах к северо-западу находится Бранне. В 18 километрах к северо-востоку расположен Айструпхольм. Гиве — крупнейший центр муниципалитета Вайле, расположенный в 30 км от Вайле.
Автомагистраль «Центральная Ютландия» проходит прямо по окраине Гиве от Вайле до Хернинга, а в мае 2020 года изучался вопрос о расположении будущей автомагистрали от Хадерслева до Гиве. Железнодорожная станция Гиве расположена в центре города на железнодорожной линии Вайле—Хольстебро. Таким образом, жители Гиве могут легко добраться до крупных городов и своих рабочих мест.
Территория поселения простирается на холмистой местности и находится на высоте от 80 до 105 метров над уровнем моря. Высоты Транебьерг и Бавнен, самые высокие места в Южной Дании, находятся примерно в 10 километрах к востоку от Гиве.
Международный аэропорт Биллунн, второй по величине аэропорт Дании, расположен примерно в 13 километрах к юго-западу от города.

## История
В XII веке здесь был святой источник, у которого была построена церковь Гиве, а вокруг неё выросла деревня.
Впервые Гиве упоминается в 1280 году под названием Gyghæ. Примерно с 1330 года деревня называлась Gyghe, пока в 1789 году не появилось нынешнее название.
В XIX веке Гиве была небольшой сельскохозяйственной деревней, состоящей из 20 домов и восьми ферм. В 1842 году была построена школа. С постройкой железнодорожной станции в 1894 году, которая стала конечным пунктом железнодорожной линии Вайле—Гиве, деревня начала расти. Это развитие усилилось, когда железнодорожная линия, перешедшая в 1912 году к датскому государству, была интегрирована в линию Вайле—Хольстебро, обеспечив связь с надрегиональным железнодорожным сообщением.
Около рубежа веков город описывался следующим образом: «Гиве (1280: Gygæ, 1330: Gyghe, 1350: Gøygh), большая деревня (1901: 115 домов и 697 жителей), с методистской церковью („Emauskirken“, построена 1894 из красного кирпича, без башни; с викариатством), школой, народной гимназией (построена 1896), миссионерским домом (построен 1899), окружной больницей (построена 1894 из красного кирпича в 1 этаж. — архитектор: Оливариус, с общей больницей. Больница на 6 коек и эпидемическое отделение на 16 коек), аптека, резиденция участкового врача, сберегательная касса (кредитный остаток 135 264 датских крон, процентная ставка 4 %, число счетов 570), кооперативная молочная, рынок (в марте, мае, июне, сентябре, октябре и ноябре), трактир, конечная станция железной дороги Вайле—Гиве и телефонная станция, а также избирательный участок для 4-х уездных избирателей».
В 1906 году в привокзальном городе Гиве проживало 612 человек, в 1911 году — 854, а в 1916 году — 1058 человек. В 1911 году 175 человек жили за счёт сельского хозяйства, 284 — за счёт ремёсел и промышленности, 150 — за счёт торговли, 57 — за счёт транспорта.
Со временем Вайле превратился в важный региональный центр, в котором были построены и открыты, в частности: Центр образования для взрослых (1890, закрыт в 1905), сберегательный банк (1894), кооперативный молокозавод (1898), миссионерский дом (1899), аптека (1895/96), викариатство (1906), полицейский участок (1919), отделения Хернинг Хандельс-ог Ландбругсбанка (1921) и бойня для свиней (1929).
Гиве продолжил свое развитие в межвоенный период: в 1921 году в городе проживало 1184 жителя, в 1925 году — 1226, в 1930 году — 1320, в 1935 году — 1413 и в 1940 году — 1496 жителей. В 1930 году 112 жителей занимались сельским хозяйством, 540 — ремеслом и промышленностью, 129 — торговлей, 155 — транспортом, 79 — нематериальной деятельностью, 135 — домашним хозяйством, 149 не были заняты и 21 не имел заявленного источника дохода.
После Второй мировой войны Гиве продолжил свое развитие. В 1945 году в городе проживало 1585 человек, в 1950 году — 1657, в 1955 году — 1758, в 1960 году — 1800, в 1965 году — 2058 человек. Распределение по занятиям в 1960 году составило 49 человек в сельском хозяйстве, 722 — в ремесле и промышленности, 264 — в торговле, 135 — на транспорте, 228 — в администрации и свободных профессиях, 57 — в других видах деятельности, 333 — без занятия и 12 — не указали источник дохода.
В 1948 году в Гиве было обнаружено захоронение железного века в Фарре.
В поселке продолжала развиваться промышленность, в том числе дверная фабрика, цементный завод, завод по производству костной муки, машиностроительный и кирпичный заводы. Также было построено почтовое отделение, в 1934 году — открытый плавательный бассейн, а в 1954 году — районная больница.
В 1970 году в рамках муниципальной реформы была создана коммуна Гиве, административным центром которого стал Гиве. В результате дальнейшей структурной реформы в Дании, направленной на сокращение числа муниципалитетов, в 2007 году коммуна Гиве вместе с другими муниципалитетами была включена в состав коммуны Вайле и с тех пор является региональным центром северо-запада страны.

## Бизнес
В центре города на улицах Østergade и Vestergade, где сосредоточены магазины Diagonal Kroen, находится активное торговое и деловое сообщество Give Handel & Erhverv.
Гиве, с расположенными в нём 55 специализированными и розничными магазинами, является своеобразным бизнес-центром западного района муниципалитета Вайле.
В городе находится Dan Cake, производитель тортов, пирожных и рулетов. Dan Cake и Give Elementer — одни из крупнейших компаний в центре города.

## Культура

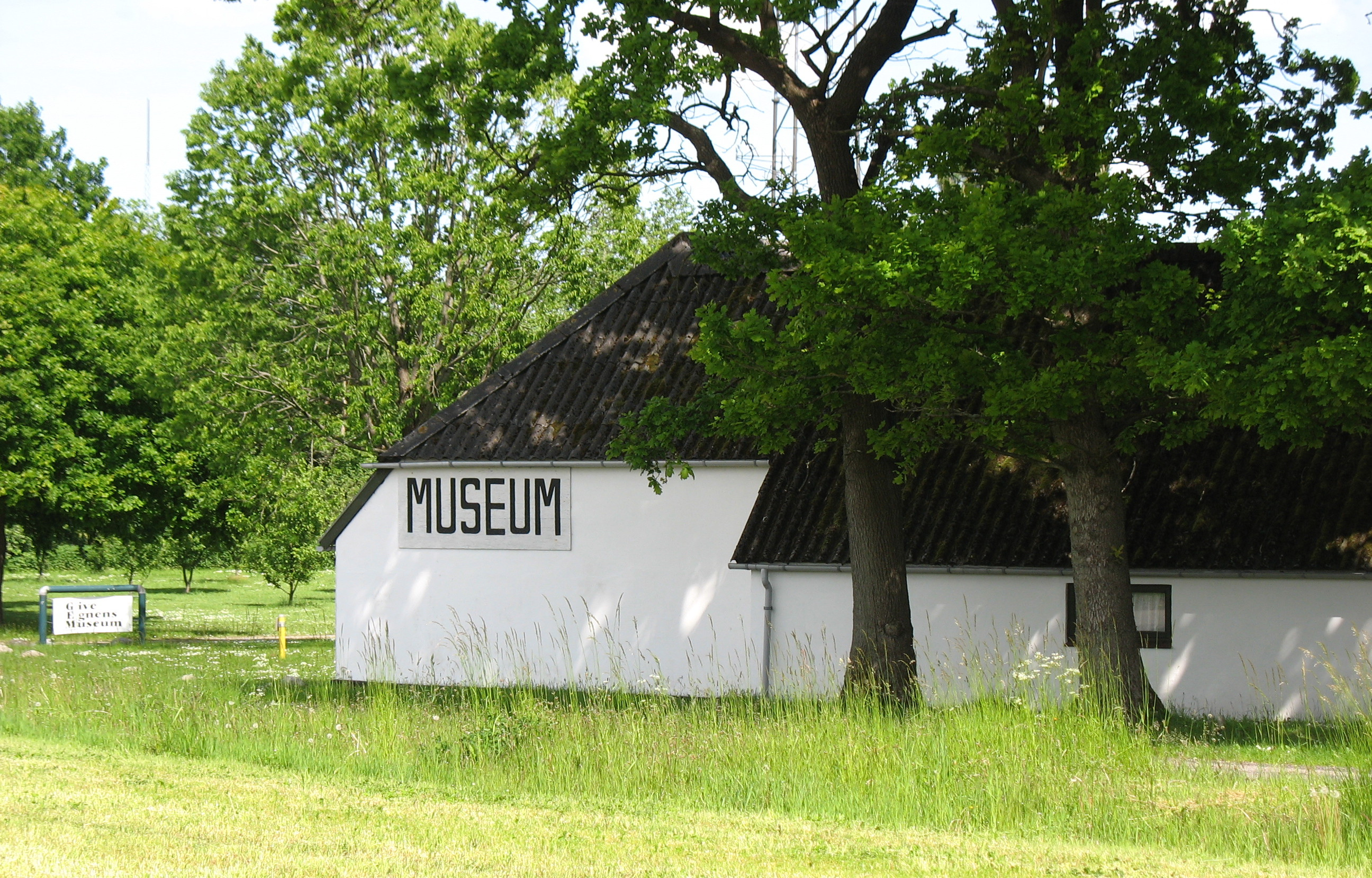
Музей Гиве-Эгненса.

Гиве известен своими многочисленными скульптурами в городском пейзаже — более 65 скульптур расположены по всему городу и представляют собой галерею под открытым небом. Гиве также является родным городом песочного торта «лимонная луна».
В городе Гиве находится музей Гиве-Эгненса, который показывает, как ютландские фермеры, живущие на вересковых пустошах, вели повседневную жизнь на своих фермах и занимались ремёслами. Экспозиции музея рассказывают об окружающих фермерских угодьях и о жизни в Дании в целом. В постоянной экспозиции музея представлены модель фермы болотного фермера в масштабе 1:1 и торговая улица в Гиве (около 1920 года), выставки о торговле и ремёслах, о необходимости бережливости и мемориальная комната датского национального героя 1864 года, Нильса Кьельдсена. Кроме того, в музее проводятся специальные выставки, которые меняются несколько раз в год. В музее также есть коллекции игрушек и трубок, а также старомодный школьный класс.
Публичная библиотека Гиве под названием Huset расположена в здании бывшей ратуши муниципалитета Гиве. Круглый год в библиотеке проводятся культурные мероприятия, включая визиты известных авторов, публичные лекции и детские театральные представления. Каждый год перед Хусетом проводится Give Open Air, который посещали Медина, Burhan G, Гулдренг, Мартин Йенсен и другие.
В Гиве есть множество клубов, включая гимнастический, фитнес, гольф-клуб, футбольный клуб, клубы любителей велоспорта, бокса, тенниса, гандбола и многое другое. Теннисный клуб Гиве впервые в 2019 году выиграл командный чемпионат Дании, а самая высокорейтинговая гандбольная команда муниципалитета Вайле, мужская команда Гиве Фремад, выступает во 2-м дивизионе. Футбольная команда «Гиве Фремад» в сезоне 2020/21 играла в Серии 1.

## Достопримечательности
- Церковь Гиве[дат.] в центре Гиве, построена в XII веке[24].
- Баптистская церковь Гиве, расположена к востоку от центра города[24].
- Культурно-краеведческий музей Гиве-Эгненс, расположен на северо-востоке Гиве[25].

## Известные личности
- Йеппе Андерсен (род. 1992), профессиональный футболист клуба «Хаммарбю».
- Йенс Вибьерг[дат.] (род. 1949), политик левого толка.
- Нильс Кьельдсен (1840—1864), драгун и герой войны[26].
- Торбен Крис[дат.] (род. 1977), комик из Comedy Fight Club[дат.], Shit Parade и Зулусских скачек[дат.].
- Марк Педерсен[англ.] (род. 1989), профессиональный футболист клуба «Сённерйюск».
- Сёрен Скривер, бывший профессиональный футболист клуба «Мидтьюлланн». Родом из Сёндер-Омме[дат.], но проживает в Гиве.
- Бьярне Тромборг[дат.] (род. 1940) — датский физик, наиболее известный своими работами в области физики частиц и фотоники.
- Сольвейг Мёрк Хансен[дат.] (род. 1995), модель.
- Даниэль 'Jyden' Хофф[дат.] (род. 1984), комик, эколог.
- Бо Фейерсков[дат.] (род. 1960), солист группы Nice Little Penguins[дат.].
- Оле Фритсен[дат.] (1941—2008), футболист и тренер.
- Клаус Эскильдсен[дат.] (род. 1967), бывший профессиональный футболист и капитан команды Вайле.

## Галерея

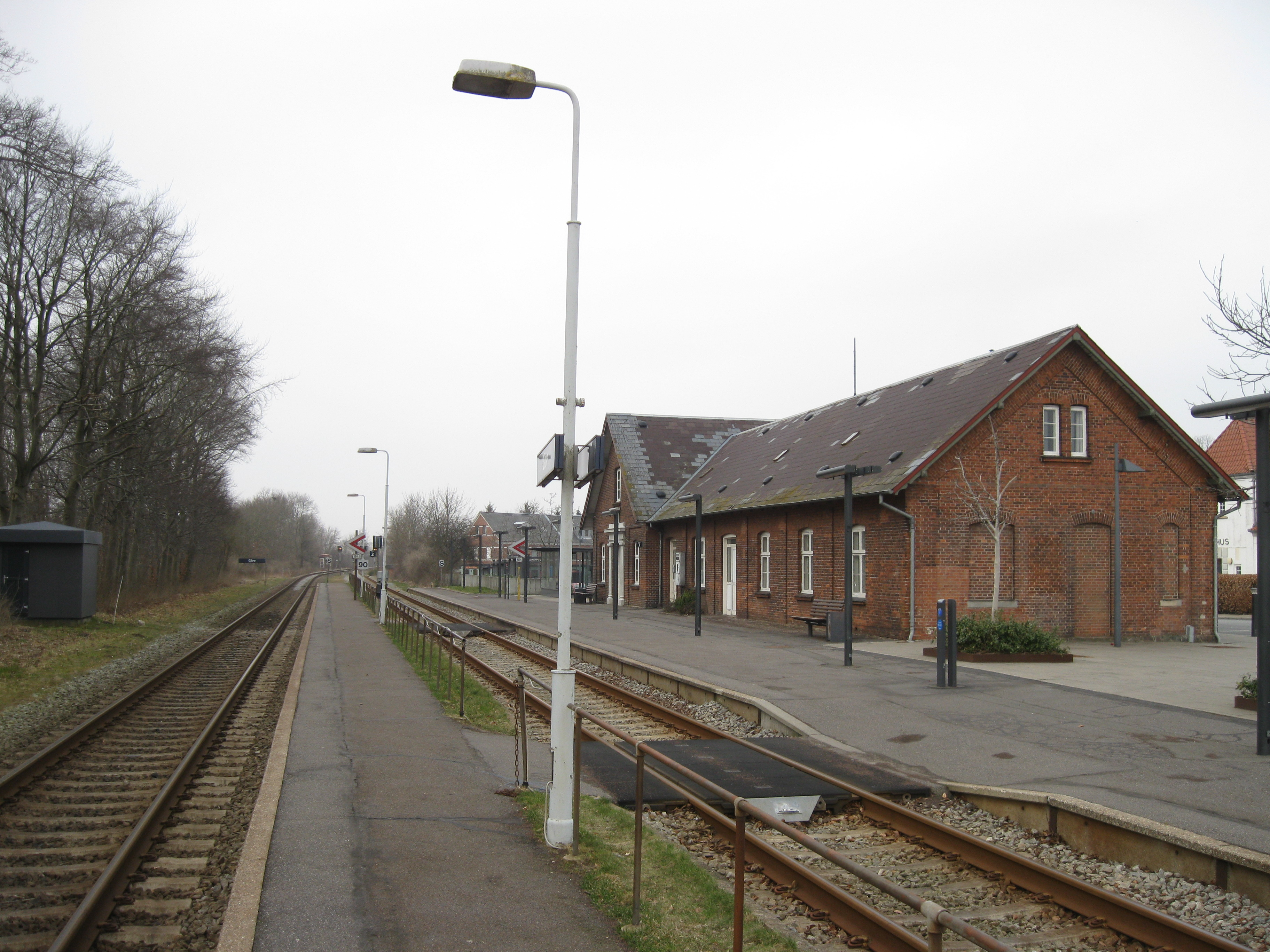
Железнодорожная станция Гиве
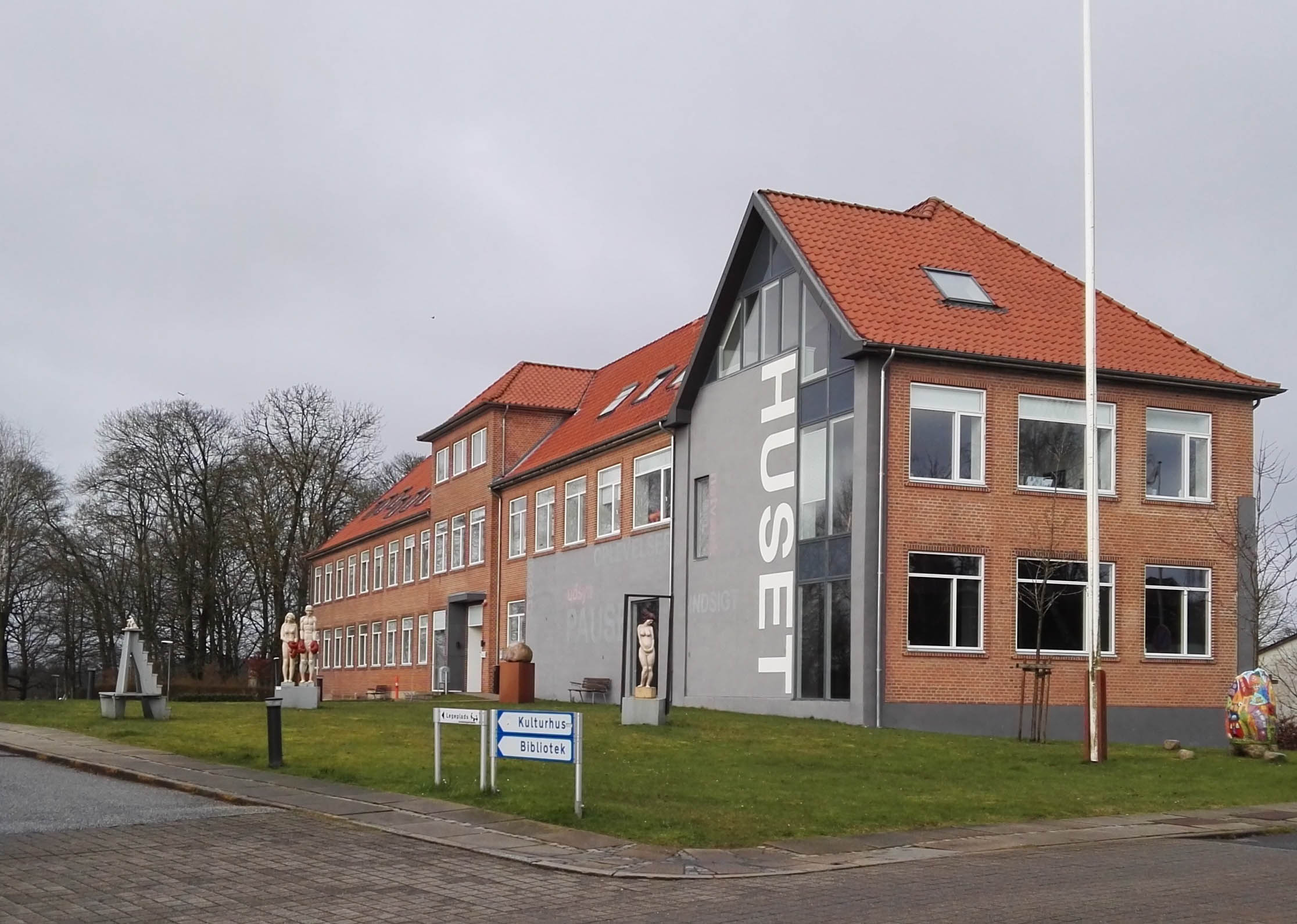
Ратуша города